# الیزابت کنی
الیزابت کنی (به انگلیسی: Elizabeth Kenny؛ ۲۰ سپتامبر ۱۸۸۰–۳۰ نوامبر ۱۹۵۲) یک پرستار استرالیایی خودآموخته بود که رویکردی را برای درمان فلج اطفال ایجاد کرد که در زمان خود بحث‌برانگیز بود و به‌نام «روش کنی» شهرت دارد. روش او که در استرالیا، اروپا و ایالات متحده در سطح بین‌المللی گسترش یافت، با روش مرسوم در آن زمان که قرار دادن اندام‌های آسیب‌دیده در قالب‌های گچی بود تفاوت داشت. او برای درمان مبتلایان به فلج اطفال کمپرس گرم و به دنبال آن حرکت غیرفعال نواحی برای کاهش آنچه که او «اسپاسم» می‌نامید، اعمال کرد.
تمرینات او هزاران قربانی فلج اطفال را در سرتاسر جهان توانبخشی کرد و یکی از مؤثرترین اشکال درمان قبل از واکسن محسوب می‌شود. اصول توانبخشی عضلانی او در چنین مواردی پایه و اساس فیزیوتراپی شد.

## زندگی
کنی در سال ۱۸۸۰ در واریالدا، نیو ساوت ولز در استرالیا به دنیا آمد. او در میان کشاورزان فقیر در روستاهای استرالیا بزرگ شد و آموزش رسمی کمی دریافت کرد. اما او مشتاق خواندن و عاشق یادگیری در مورد پزشکی و آناتومی انسان بود.
اگرچه کنی گزینه‌ای برای تحصیل در دانشکده پزشکی نداشت، اما در ۱۷ سالگی با داوطلب شدن در بیمارستانی در گایرا راه خود را باز کرد. کنی پس از بیش از یک دهه کارکردن زیرنظر پرستاران و پزشکان، دانش و تجربهٔ کاری کافی به دست آورد تا مطب پرستاری خود را در دارلینگ داونز، کوئینزلند افتتاح کند.
در سال ۱۹۱۱، او با اولین مورد فلج اطفال مواجه شد. او در آن زمان از درمان استاندارد بی‌اطلاع بود، که بیماران فلج اطفال را مجبور می‌کرد تا ماه‌ها در قالب‌های بدن بخوابند که به نوبه خود باعث آتروفی عضلانی می‌شد. این باعث می‌شد بسیاری از قربانیان فلج اطفال برای همیشه فلج شوند.

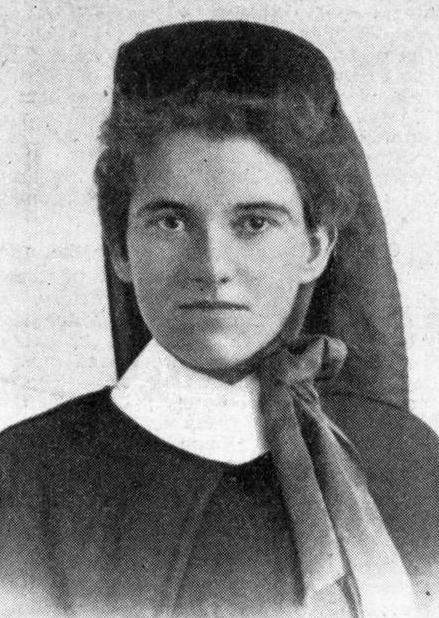
پرستار الیزابت کنی در اوت ۱۹۱۵

کنی متوجه شد که عضلات آسیب‌دیده سفت شده‌اند و آسیب دائمی ندیده‌اند؛ بنابراین او سعی کرد تا با استفاده از کمپرس‌های گرم و مرطوب بر روی اندام‌های آسیب‌دیده بیمارانش، و پس از آن انجام تمرینات تقویت عضلات تدریجی، معالجه کند.
روش او، در کمال تعجب جامعه پزشکی، جواب داد. از آن زمان به بعد، این تمرینات به روش کنی شهرت یافت و اخبار این درمان مؤثر در همه جا پخش شد.
کنی در دهه ۱۹۴۰ به ایالات متحده آمریکا سفر کرد تا مراکز توانبخشی، مانند مؤسسه خواهر کنی در مینیاپولیس، را افتتاح کند که به یک مرکز مشهور جهانی برای درمان فلج اطفال تبدیل شد.

## افتخارات
به الیزابت کنی به سبب مؤثر بودن روش جایگزینی که ارائه کرد مدرک افتخاری از دانشگاه راتگرز و دانشگاه راچستر اعطا شد.
رئیس‌جمهور فرانکلین دی. روزولت کنی را به ناهار دعوت کرد تا دربارهٔ درمان خود با او صحبت کند.
رئیس‌جمهور هری ترومن تحت تأثیر تعداد قربانیان فلج اطفال که با روش کنی بازپروری شدند، به کنی اجازه داد تا همان‌طور که می‌خواست بدون ویزا وارد ایالات متحده شود، افتخاری بزرگ که پیش از آن فقط به یک شهروند غیر آمریکایی دیگر اعطا شده بود.
داستان زندگی کنی در سال ۱۹۴۶ در فیلمی به نام خواهر کنی با بازی روزالیند راسل که برای بازیش نامزد جایزه اسکار بهترین بازیگر زن شد، روایت شد.

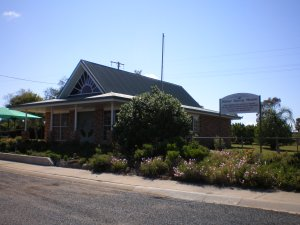
یادبود/موزه خواهر کنی، نوبی، کوئینزلند

در سال ۱۹۹۷ خانه یادبود خواهر کنی، که کارهای زندگی او را جشن می‌گیرد، در نوبی، کوئینزلند افتتاح شد.